# Белзер, Ричард
Ри́чард Бе́лзер (англ. Richard Belzer; 4 августа 1944, Бриджпорт, Коннектикут — 19 февраля 2023, Больё-сюр-Мер, Приморские Альпы, Франция) — американский актёр.

## Биография
Родился в семье Чарльза Белзера (Бельцер, 1915—1968), торговца сладостями и сигаретами, и Франсис Белзер (урождённой Гурфайн, 1915—1964) — из семей еврейских эмигрантов из Румынии и Польши. Кроме него, в семье ещё был один ребёнок — старший брат Леонард. Двоюродный брат — актёр Генри Уинклер. В детстве Ричард работал разносчиком газет. После окончания школы работал репортёром в газете Bridgeport Post. В колледже участвовал в студенческих демонстрациях. В 1966 году женился на Гейл Росс, брак продолжался шесть лет.
После развода Белзер переехал в Нью-Йорк, где начал выступления как комик в жанре «стендап». Он участвовал в программе «Субботним вечером в прямом эфире» (1975—1980). В 1976 году женился второй раз, на этот раз брак длился всего два года. На рубеже 1970-х-1980-х Белзер попадает в кино, играя небольшие роли в фильмах «Слава», «Лицо со шрамом» и других. В 1984 году Белзер пережил проблемы со здоровьем, у него был обнаружен рак яичка. В следующем году он женился третий раз — на актрисе Харли Макбрайд.
С начала 1990-х Белзер активно снимался в телесериалах. Наиболее известная его роль — детектив Джон Манч. Сначала Манч был персонажем сериала «Убойный отдел», затем появлялся в эпизодах других сериалов, в том числе в «Секретных материалах», а в 1999 году стал постоянным персонажем одного из ответвлений «Закона и порядка». Таким образом, детектив Манч стал самым «долгоживущим» персонажем американских телесериалов.
На президентских выборах в 2000-х годах Белзер поддерживал кандидатов от Демократической партии: в 2004 году — Джона Керри, а в 2008 году — Барака Обаму.
Белзер написал несколько книг, вёл программу на Air America Radio.

## Избранная фильмография
- 1974 — Квадратный ящик / The Groove Tube
- 1980 — Слава / Fame
- 1981 — Тела студентов / Student Bodies — Дышащий
- 1983 — Лицо со шрамом / Scarface
- 1985 — Детективное агентство «Лунный свет» / Moonlighting
- 1986 — Полиция Майами: отдел нравов / Miami Vice (серия «Trust Fund Pirates»)
- 1988 — Шоссе / Freeway
- 1989 — Флетч жив! / Fletch Lives
- 1993—1999 — Убойный отдел / Homicide: Life on the Street — детектив Джон Манч
- 1996—2000 — Закон и порядок / Law & Order — детектив Джон Манч
- 1997 — Секретные материалы / The X-Files — детектив Джон Манч
- 1999—2008 — Law & Order: Special Victims Unit — детектив Джон Манч
- 2005 — Law & Order: Trial by Jury — детектив Джон Манч